# O fată de milioane
O fată de milioane (titlu original Million Dollar Baby) este un film de dramă american din 2004, co-produs, regizat și cu muzica compusă de Clint Eastwood, avându-i în rolurile principale pe Hilary Swank și Morgan Freeman. Filmul spune povestea unui antrenor de box subapreciat, a greșelilor din trecut care îl bântuie, și încercarea de a și le răscumpăra ajutând o pugilistă amatoare să-și îndeplinească visul de a lupta la profesioniști. A fost lansat pe casetă și DVD pe 12 iulie 2005.
A fost bine primit de critici, având un rating de 92% pe Rotten Tomatoes și un scor de 86 din 100 pe Metacritic. Filmul a câștigat patru premii Oscar, la categoriile Cel mai bun film, Cel mai bun regizor, Cea mai bună actriță și Cel mai bun actor în rol secundar (Morgan Freeman).

## Distribuție
- Clint Eastwood - Frankie Dunn
- Morgan Freeman - Eddie "Scrap-Iron" Dupris
- Hilary Swank - Margaret "Maggie" Fitzgerald
- Jay Baruchel - Dangerous Dillan sau "Danger"
- Mike Colter - "Big" Willie Jones
- Lucia Rijker - Billie "The Blue Bear" Osterman
- Brían F. O'Byrne - Father Horvak
- Anthony Mackie - Shawrelle Berry
- Margo Martindale - Earline Fitzgerald
- Riki Lindhome - Mardell Fitzgerald
- Michael Peña - Omar
- Benito Martinez - managerul lui Billie
- Grant L. Roberts - omul de legătură a lui Billie; a antrenat-o pe Hilary Swank
- Bruce MacVittie as Mickey Mack
- David Powledge as barman
- Joe D'Angerio as om de legătură
- Aaron Stretch as el însuși
- Don Familton as announcer în ring

## Legături externe
- Million Dollar Baby la Internet Movie Database
- Million Dollar Baby la TCM Movie Database
- Million Dollar Baby la AllRovi
- Million Dollar Baby la Box Office Mojo
- Million Dollar Baby la Rotten Tomatoes
- Million Dollar Baby la Metacritic